# Latitudine Soul
Latitudine Soul è una trasmissione radiofonica di Rai Radio 1 scritta da Luca Sapio, giornalista, musicista, produttore musicale, divulgatore di musica afroamericana e condotta da Luca Ward. 

## Contenuti
La trasmissione racconta le storie e le vicende personali degli artisti e dei personaggi che hanno influenzato la black music dalle origini ai giorni nostri. In ogni puntata, oltre a brani originali del repertorio soul, jazz e funk viene eseguito dal vivo un classico interpretato da Luca Sapio pertinente alla narrazione e alla sceneggiatura della trasmissione. 
La trasmissione va in onda il martedì, mercoledì e giovedì alle 23:00 e il sabato e la domenica alle 8:30 con la regia di Andrea Cacciagrano e la collaborazione di Gabriele Brocani.

## Puntate
| Data              | Titolo                                        |
| ----------------- | --------------------------------------------- |
| 1 dicembre 2015   | The Marvelettes                               |
| 2 dicembre 2015   | B.B. King                                     |
| 3 dicembre 2015   | Cassius Clay - Parte 1                        |
| 4 dicembre 2015   | Cassius Clay - Parte 2                        |
| 6 dicembre 2015   | Curtis Mayfield                               |
| 9 dicembre 2015   | Elvis Presley - Parte 1                       |
| 10 dicembre 2015  | Elvis Presley - Parte 2                       |
| 11 dicembre 2015  | Louis Armstrong                               |
| 13 dicembre 2015  | Son House                                     |
| 14 dicembre 2015  | Fred McDowell & Alan Lomax                    |
| 15 dicembre 2015  | Maceo Parker                                  |
| 16 dicembre 2015  | Tom Jones                                     |
| 17 dicembre 2015  | Beyoncè                                       |
| 18 dicembre 2015  | Thomas Dorsey                                 |
| 20 dicembre 2015  | Muddy Waters                                  |
| 21 dicembre 2015  | Stevie Wonder                                 |
| 22 dicembre 2015  | Bettye Lavette                                |
| 23 dicembre 2015  | Marvin Gaye                                   |
| 24 dicembre 2015  | Little Richard                                |
| 25 dicembre 2015  | Natale                                        |
| 27 dicembre 2015  | Aretha Franklin                               |
| 28 dicembre 2015  | Blind Willie Johnson                          |
| 29 dicembre 2015  | Mavis Staples                                 |
| 30 dicembre 2015  | Nina Simone                                   |
| 4 gennaio 2016    | Wilson Pickett at Muscle Shoals               |
| 5 gennaio 2016    | Fats Domino                                   |
| 7 gennaio 2016    | Chips Moman - Parte 1                         |
| 8 gennaio 2016    | Chips Moman - Parte 2                         |
| 10 gennaio 2016   | Miles Davis                                   |
| 11 gennaio 2016   | Luther Vandross & David Bowie                 |
| 12 gennaio 2016   | Buddy Guy & Earl Hooker                       |
| 16 gennaio 2016   | David Ruffin                                  |
| 17 gennaio 2016   | Stax                                          |
| 18 gennaio 2016   | Sammy Davis Jr.                               |
| 19 gennaio 2016   | Dr. John                                      |
| 20 gennaio 2016   | Keith Richards - Parte 1                      |
| 21 gennaio 2016   | Keith Richards - Parte 2                      |
| 23 gennaio 2016   | Tina Turner - Parte 1                         |
| 24 gennaio 2016   | Tina Turner - Parte 2                         |
| 25 gennaio 2016   | Leadbelly                                     |
| 26 gennaio 2016   | Joe Louis - Parte 1                           |
| 27 gennaio 2016   | Joe Louis - Parte 2                           |
| 28 gennaio 2016   | Gary Davis                                    |
| 29 gennaio 2016   | James Booker                                  |
| 31 gennaio 2016   | Herbie Hancock                                |
| 1 febbraio 2016   | Bob Marley - Parte 1                          |
| 2 febbraio 2016   | Bob Marley - Parte 2                          |
| 4 febbraio 2016   | Joe Cocker                                    |
| 5 febbraio 2016   | Stevie Wonder - music on my mind              |
| 6 febbraio 2016   | Etta James - Parte 1                          |
| 7 febbraio 2016   | Etta James - Parte 2                          |
| 8 febbraio 2016   | Michael Jackson                               |
| 10 febbraio 2016  | Martha Reeves                                 |
| 11 febbraio 2016  | Ghetto Brothers - Parte 1                     |
| 12 febbraio 2016  | Ghetto Brothers - Parte 2                     |
| 13 febbraio 2016  | Sixto Rodriguez                               |
| 15 febbraio 2016  | Bo Diddley                                    |
| 16 febbraio 2016  | Mick Jagger                                   |
| 17 febbraio 2016  | Jerry Butler                                  |
| 20 febbraio 2016  | Flo Ballard                                   |
| 21 febbraio 2016  | Bobby Blue Bland                              |
| 23 febbraio 2016  | Diana Ross - Parte 1                          |
| 24 febbraio 2016  | Diana Ross - Parte 2                          |
| 26 febbraio 2016  | Marvin Gaye & Teddy Pendergrass               |
| 28 febbraio 2016  | Little Willie John                            |
| 1 marzo 2016      | Gil Scott-Heron & Stevie Wonder               |
| 4 marzo 2016      | Goldwax                                       |
| 5 marzo 2016      | Skip James                                    |
| 6 marzo 2016      | Sly & The Family Stone                        |
| 7 marzo 2016      | Nas                                           |
| 8 marzo 2016      | Rosetta Tharpe                                |
| 9 marzo 2016      | Barry White                                   |
| 11 marzo 2016     | Leonard Chess                                 |
| 12 marzo 2016     | Al Green - Parte 1                            |
| 13 marzo 2016     | Al Green - Parte 2                            |
| 14 marzo 2016     | Etta James at Muscle Shoals                   |
| 16 marzo 2016     | The Temptations                               |
| 18 marzo 2016     | Janis Joplin                                  |
| 19 marzo 2016     | Donny Hathaway                                |
| 20 marzo 2016     | Duane Allman                                  |
| 21 marzo 2016     | Nat King Cole                                 |
| 22 marzo 2016     | Sarah Vaughan                                 |
| 26 marzo 2016     | Questlove                                     |
| 1 aprile 2016     | John Hurt                                     |
| 2 aprile 2016     | Tupac                                         |
| 4 aprile 2016     | Don Cornelius                                 |
| 5 aprile 2016     | Jerry Lee Lewis                               |
| 7 aprile 2016     | Muhammad Alì - rumble in the jungle - Parte 1 |
| 8 aprile 2016     | Muhammad Alì - rumble in the jungle - Parte 2 |
| 9 aprile 2016     | Sly Stone & Bobby Womack - Parte 1            |
| 10 aprile 2016    | Sly Stone & Bobby Womack - Parte 2            |
| 11 aprile 2016    | Isaac Hayes                                   |
| 12 aprile 2016    | Teddy Pendergrass - Parte 1                   |
| 13 aprile 2016    | Teddy Pendergrass - Parte 2                   |
| 14 aprile 2016    | Fela Kuti                                     |
| 15 aprile 2016    | Johnny Cash                                   |
| 19 aprile 2016    | Michael Jackson - Thriller                    |
| 20 aprile 2016    | B.B. King - Lucille                           |
| 21 aprile 2016    | Northern Soul                                 |
| 22 aprile 2016    | Fred Wesley                                   |
| 26 aprile 2016    | Whattstax                                     |
| 28 aprile 2016    | Esther Phillips                               |
| 29 aprile 2016    | Charles Bradley                               |
| 30 aprile 2016    | Ahmet Ertegun - Parte 1                       |
| 1 maggio 2016     | Ahmet Ertegun - Parte 2                       |
| 3 maggio 2016     | Carlos Santana                                |
| 4 maggio 2016     | Billy Paul                                    |
| 6 maggio 2016     | Diana Ross & Billie Holiday                   |
| 8 maggio 2016     | John Lee Hooker - Parte 1                     |
| 9 maggio 2016     | Piero Umiliani                                |
| 10 maggio 2016    | Darondo                                       |
| 12 maggio 2016    | Thelonious Monk                               |
| 13 maggio 2016    | Mike Tyson                                    |
| 16 maggio 2016    | Marva Whitney                                 |
| 17 maggio 2016    | J Dilla                                       |
| 18 maggio 2016    | Duke Ellington                                |
| 20 maggio 2016    | Tony Allen                                    |
| 23 maggio 2016    | Lee Scratch Perry                             |
| 26 maggio 2016    | Gladys Knight & The Pips                      |
| 27 maggio 2016    | Dizzy Gillespie - Parte 1                     |
| 29 maggio 2016    | James Carr                                    |
| 30 maggio 2016    | Sharon Jones                                  |
| 31 maggio 2016    | Robert Johnson & Cyclone Taylor               |
| 1 giugno 2016     | Richie Havens                                 |
| 2 giugno 2016     | Ella Fitzgerald                               |
| 8 giugno 2016     | CeeLo Green                                   |
| 9 giugno 2016     | Dionne Warwick                                |
| 10 giugno 2016    | Sidney Poitier                                |
| 11 giugno 2016    | Bill Withers                                  |
| 13 giugno 2016    | Sam & Dave                                    |
| 14 giugno 2016    | John Lennon & Little Richard                  |
| 15 giugno 2016    | Clarence Carter                               |
| 16 giugno 2016    | Chaka Khan                                    |
| 17 giugno 2016    | Tommie Smith - Parte 1                        |
| 18 giugno 2016    | Tommie Smith - Parte 2                        |
| 20 giugno 2016    | David Clayton Thomas                          |
| 24 giugno 2016    | Charley Patton                                |
| 29 giugno 2016    | Rufus Thomas                                  |
| 3 luglio 2016     | Charles Mingus                                |
| 4 luglio 2016     | Amy Winehouse                                 |
| 5 luglio 2016     | Solomon Burke                                 |
| 6 luglio 2016     | Rick Hall                                     |
| 7 luglio 2016     | The Fugees                                    |
| 12 luglio 2016    | Percy Sledge                                  |
| 13 luglio 2016    | Kanye West                                    |
| 17 luglio 2016    | George Benson                                 |
| 18 luglio 2016    | Jerry Butler & The Impressions                |
| 19 luglio 2016    | Phil Spector                                  |
| 20 luglio 2016    | Tammi Terrell                                 |
| 21 luglio 2016    | Martin Luther King                            |
| 22 luglio 2016    | Otis Williams                                 |
| 23 luglio 2016    | Eric Clapton                                  |
| 24 luglio 2016    | Syl Johnson                                   |
| 25 luglio 2016    | The Isley Brothers                            |
| 26 luglio 2016    | R. Kelly                                      |
| 27 luglio 2016    | Joe Tex                                       |
| 28 luglio 2016    | Curtis Mayfield - incidente                   |
| 29 luglio 2016    | Buddy Holly                                   |
| 30 luglio 2016    | Otis Redding - da autista a soul star         |
| 1 agosto 2016     | Jackie Wilson                                 |
| 2 agosto 2016     | Paul McCartney & Michael Jackson              |
| 3 agosto 2016     | Tina Turner - another hero                    |
| 4 agosto 2016     | Wilson Pickett                                |
| 7 agosto 2016     | Timbaland                                     |
| 8 agosto 2016     | Coxsone Dodd & Bob Marley - Parte 1           |
| 9 agosto 2016     | Coxsone Dodd & Bob Marley - Parte 2           |
| 10 agosto 2016    | Eddie Hinton                                  |
| 11 agosto 2016    | Jimi Hendrix                                  |
| 12 agosto 2016    | Jay-Z                                         |
| 13 agosto 2016    | Billy Preston                                 |
| 16 agosto 2016    | King Curtis                                   |
| 17 agosto 2016    | Erykah Badu                                   |
| 18 agosto 2016    | James Brown - road to Boston                  |
| 5 settembre 2016  | Earth, Wind & Fire                            |
| 6 settembre 2016  | Quincy Jones - We are the world               |
| 7 settembre 2016  | Nina Simone - salvation                       |
| 8 settembre 2016  | Berry Gordy - Motown 25 years                 |
| 12 settembre 2016 | Bobby Womack - Parte 1                        |
| 13 settembre 2016 | Bobby Womack - Parte 2                        |
| 14 settembre 2016 | Terry Callier                                 |
| 15 settembre 2016 | Stevie Wonder - blindness                     |
| 16 settembre 2016 | Jimmy Page                                    |
| 19 settembre 2016 | Charles Neville                               |
| 20 settembre 2016 | Bob Marley - anello di Salomone - Parte 1     |
| 21 settembre 2016 | Bob Marley - anello di Salomone - Parte 2     |
| 23 settembre 2016 | Jimi Hendrix - wonderboy                      |
| 26 settembre 2016 | Marvin Gaye - what's going on                 |
| 27 settembre 2016 | Solomon Burke - KKK                           |
| 28 settembre 2016 | Stevie Ray Vaughan                            |
| 29 settembre 2016 | Don Drummond - Parte 1                        |
| 30 settembre 2016 | Don Drummond - Parte 2                        |
| 1 ottobre 2016    | Patti Labelle                                 |
| 3 ottobre 2016    | Otis Redding & Jerry Butler                   |
| 4 ottobre 2016    | The Meters                                    |
| 5 ottobre 2016    | Syd Nathan & James Brown                      |
| 6 ottobre 2016    | Johnnie Taylor                                |
| 7 ottobre 2016    | Hugh Masekela & Fela Kuti                     |
| 10 ottobre 2016   | Curtis Mayfield - Superfly                    |
| 11 ottobre 2016   | Muddy Waters - Electric Mudd                  |
| 12 ottobre 2016   | Janis Joplin - Pearl                          |
| 13 ottobre 2016   | George Clinton & Red Hot Chili Peppers        |
| 14 ottobre 2016   | Tom Jones - long road                         |
| 15 ottobre 2016   | Little Walter                                 |
| 16 ottobre 2016   | Smokey Robinson - Shop Around                 |
| 17 ottobre 2016   | Bobbie Gentry                                 |
| 19 ottobre 2016   | Bootsy Collins                                |
| 20 ottobre 2016   | Donny Hathaway - story                        |
| 21 ottobre 2016   | Graziano Uliani                               |
| 23 ottobre 2016   | Stax in Europa                                |
| 24 ottobre 2016   | Minnie Riperton - Parte 1                     |
| 25 ottobre 2016   | Minnie Riperton - Parte 2                     |
| 26 ottobre 2016   | Lou Rawls                                     |
| 27 ottobre 2016   | Kool Herc                                     |
| 28 ottobre 2016   | Wilson Pickett - wicked                       |
| 31 ottobre 2016   | Hugh Masekela & Steve Tolbert - Parte 1       |
| 1 novembre 2016   | Hugh Masekela & Steve Tolbert - Parte 2       |
| 2 novembre 2016   | Teddy Pendergrass - infanzia                  |
| 3 novembre 2016   | Kenny Gamble & Leon Huff - Parte 1            |
| 4 novembre 2016   | Kenny Gamble & Leon Huff - Parte 2            |
| 7 novembre 2016   | D'Angelo                                      |
| 8 novembre 2016   | Elvis Presley e il blues                      |
| 9 novembre 2016   | Tim Maia                                      |
| 10 novembre 2016  | The Delfonics                                 |
| 11 novembre 2016  | Patton/Leadbelly/Blind Jefferson              |
| 12 novembre 2016  | Magic Johnson                                 |
| 13 novembre 2016  | Levon Helm                                    |
| 14 novembre 2016  | The Rolling Stones - Exile on main street     |
| 15 novembre 2016  | Chic                                          |
| 16 novembre 2016  | Jerry Leiber & Mike Stoller                   |
| 17 novembre 2016  | Gram Parsons & Phil Kaufmann                  |
| 18 novembre 2016  | Julius Erving                                 |
| 19 novembre 2016  | Al Bell                                       |
| 26 novembre 2016  | Howlin' Wolf                                  |
| 5 dicembre 2016   | Stevie Wonder - Key of life                   |
| 6 dicembre 2016   | John Coltrane & Johnny Hartman                |
| 7 dicembre 2016   | Rick James                                    |
| 9 dicembre 2016   | Sting & The Memphis Horns                     |
| 10 dicembre 2016  | Sam Phillips                                  |
| 12 dicembre 2016  | Dizzy Gillespie - Parte 2                     |
| 14 dicembre 2016  | Michael Jordan                                |
| 15 dicembre 2016  | Billy Preston - story                         |
| 16 dicembre 2016  | The Allman Brothers                           |
| 17 dicembre 2016  | Aretha Franklin at Muscle Shoals              |
| 19 dicembre 2016  | Herbie Hancock - Blow up                      |
| 20 dicembre 2016  | Big Bill Broonzy                              |
| 21 dicembre 2016  | Grandmaster Flash & The Furious Five          |
| 22 dicembre 2016  | Ike Turner                                    |
| 24 dicembre 2016  | Sam Cooke                                     |
| 26 dicembre 2016  | Jerry Leiber & Mike Stoller e Phil Spector    |
| 27 dicembre 2016  | Jimmy Reed                                    |
| 28 dicembre 2016  | Paul Simon - Graceland                        |
| 29 dicembre 2016  | Bobby Blue Bland - Farther up the road        |
| 30 dicembre 2016  | Mike Bloomfield & Bob Dylan                   |
| 2 gennaio 2017    | Joe Meek                                      |
| 3 gennaio 2017    | Def Jam - Parte 1                             |
| 4 gennaio 2017    | Def Jam - Parte 2                             |
| 5 gennaio 2017    | Van Morrison                                  |
| 6 gennaio 2017    | Angela Davis                                  |
| 7 gennaio 2017    | Prince                                        |
| 10 gennaio 2017   | Lucio Battisti - Anima latina                 |
| 11 gennaio 2017   | J.J. Cale                                     |
| 12 gennaio 2017   | Ray Charles - Seattle                         |
| 18 gennaio 2017   | Bobby Womack & Wilson Pickett                 |
| 19 gennaio 2017   | Curtis Mayfield - civil movement              |
| 22 gennaio 2017   | Willie Dixon                                  |
| 24 gennaio 2017   | James Brown - il ritorno                      |
| 25 gennaio 2017   | Eric Burdon                                   |
| 26 gennaio 2017   | Sonny Boy Williamson I                        |
| 31 gennaio 2017   | N.W.A.                                        |
| 1 febbraio 2017   | Peter Tosh                                    |
| 2 febbraio 2017   | Ike & Tina Turner                             |
| 7 febbraio 2017   | Cassius Clay - la conversione - Parte 1       |
| 8 febbraio 2017   | Cassius Clay - la conversione - Parte 2       |
| 9 febbraio 2017   | Dinah Washington & Quincy Jones               |
| 12 febbraio 2017  | Malcolm X - Parte 1                           |
| 13 febbraio 2017  | Malcolm X - Parte 2                           |
| 14 febbraio 2017  | Bernard Purdie                                |
| 15 febbraio 2017  | R.L. Burnside                                 |
| 16 febbraio 2017  | Billy Gibbons                                 |
| 19 febbraio 2017  | Mary Wells                                    |
| 21 febbraio 2017  | John Fogerty                                  |
| 22 febbraio 2017  | Brian Wilson                                  |
| 23 febbraio 2017  | Carole King                                   |
| 28 febbraio 2017  | Django Reinhardt                              |
| 1 marzo 2017      | Dusty Springfield                             |
| 2 marzo 2017      | John Belushi                                  |
| 3 marzo 2017      | Prince - il film - Parte 1                    |
| 4 marzo 2017      | Prince - il film - Parte 2                    |
| 7 marzo 2017      | Pino Daniele                                  |
| 8 marzo 2017      | Johnny Winter                                 |
| 9 marzo 2017      | Love                                          |
| 12 marzo 2017     | Jackson 5 - Parte 1                           |
| 13 marzo 2017     | Jackson 5 - Parte 2                           |
| 14 marzo 2017     | Sonny & Cher                                  |
| 15 marzo 2017     | T-Bone Walker                                 |
| 16 marzo 2017     | Elvis Costello & Allen Toussaint              |
| 19 marzo 2017     | Ray Charles - Parte 1                         |
| 20 marzo 2017     | Ray Charles - Parte 2                         |
| 21 marzo 2017     | Alan Wilson                                   |
| 22 marzo 2017     | Lee Dorsey                                    |
| 23 marzo 2017     | Joni Mitchell & Charles Mingus                |
| 24 marzo 2017     | Jesse Owens - Parte 1                         |
| 25 marzo 2017     | Jesse Owens - Parte 2                         |
| 28 marzo 2017     | Chuck Berry                                   |
| 29 marzo 2017     | Bessie Smith                                  |
| 30 marzo 2017     | Lee Fields                                    |
| 2 aprile 2017     | Berry Gordy                                   |
| 4 aprile 2017     | Neil Young                                    |
| 5 aprile 2017     | Chet Baker                                    |
| 6 aprile 2017     | Al Green - story                              |
| 11 aprile 2017    | Zucchero                                      |
| 12 aprile 2017    | Jerry Lee Lewis - r'n'r king - Parte 1        |
| 13 aprile 2017    | Jerry Lee Lewis - r'n'r king - Parte 2        |
| 18 aprile 2017    | George Harrison                               |
| 19 aprile 2017    | Etta James - story                            |
| 25 aprile 2017    | Joe Cocker - little rain                      |
| 26 aprile 2017    | Ethel Waters                                  |
| 27 aprile 2017    | Greg Allman                                   |
| 2 maggio 2017     | Sly Stone - riot                              |
| 3 maggio 2017     | John Lee Hooker - Parte 2                     |
| 4 maggio 2017     | Taj Mahal                                     |
| 9 maggio 2017     | David Crosby                                  |
| 10 maggio 2017    | Darrell Banks                                 |
| 11 maggio 2017    | Buddy Guy                                     |
| 16 maggio 2017    | Mama's & Papa's                               |
| 17 maggio 2017    | Sugar Ray Robinson                            |
| 18 maggio 2017    | Count Basie                                   |
| 23 maggio 2017    | Aretha Franklin & Curtis Mayfield             |
| 24 maggio 2017    | Harry Nilsson                                 |
| 25 maggio 2017    | Martin Luther King - Selma                    |
| 26 maggio 2017    | Whitney Houston                               |
| 30 maggio 2017    | Nancy Sinatra & Lee Hazlewood                 |
| 6 giugno 2017     | Otis Redding - whiskey a go-go                |
| 7 giugno 2017     | Tim Buckley                                   |
| 13 giugno 2017    | Michael Jackson - This is it - Parte 1        |
| 14 giugno 2017    | Michael jackson - This is it - Parte 2        |
| 15 giugno 2017    | Tom Waits                                     |
| 21 giugno 2017    | Jimi Hendrix - DOA                            |
| 22 giugno 2017    | Blind Lemon Jefferson                         |
| 27 giugno 2017    | John Lennon - DOA                             |
| 28 giugno 2017    | Big Mama Thornton                             |
| 29 giugno 2017    | Wu-Tang Clan                                  |
| 4 luglio 2017     | Maurice White                                 |
| 5 luglio 2017     | Peter Tosh - Swaziland                        |
| 6 luglio 2017     | O.V. Wright                                   |
| 11 luglio 2017    | Paul Weller                                   |
| 12 luglio 2017    | Miriam Makeba                                 |
| 13 luglio 2017    | Marvin Gaye - nightmare                       |
| 16 luglio 2017    | Rod Stewart                                   |
| 18 luglio 2017    | Elvis Presley - story                         |
| 19 luglio 2017    | Bud Powell                                    |
| 20 luglio 2017    | Nino Ferrer                                   |
| 25 luglio 2017    | Jerry Lee Lewis - story                       |
| 26 luglio 2017    | Hurricane                                     |
| 27 luglio 2017    | Led Zeppelin                                  |